# Ozonske rupe
Ozonske rupe su područja izrazito prorijeđena stratosferskog ozona, koja se od kraja 1970-ih pojavljuju iznad polarnoga predjela južne polutke u proljeće (rujan, listopad), a od konca 1980-ih potkraj proljeća i iznad polarnih predjela sjeverne polutke (Kanada, sjever Europe i Azije). Kroz ozonske rupe do Zemljine površine prodire dio ultraljubičastoga zračenja što bi ga inače zaustavio ozonski omotač. Ozonske rupe nastaju ponajprije zbog ispuštanja u stratosferu industrijski proizvedenih plinovitih halogeniranih ugljikovodika, poznatih pod trgovačkim nazivima freoni i haloni. Oni se u atmosferi razgrađuju tek na velikim visinama pod utjecajem zračenja velike energije. Oslobođeni radikali halogenih elemenata (fluor, brom, klor) razgrađuju molekule ozona vezujući se s jednim od njegovih atoma kisika. Tako nastaje molekula kisika i nestabilan spoj koji se ubrzo raspada na kisikov atom i na halogene radikale, koji su tada spremni za nove kemijske reakcije. Jedan halogeni radikal može razoriti 100 000 molekula ozona prije nego što se vrati u troposferu.
U Montrealu je 1987. potpisan protokol kojim se predviđalo 50%-tno smanjenje proizvodnje freona do 1998. Međutim, istraživanja su pokazala oštećenja ozonskog omotača veća od očekivanih, pa je od 1996. proizvodnja freona u svijetu gotovo potpuno obustavljena. Kako pokazuju najnovija mjerenja, količine klora i broma u stratosferi vrlo se sporo smanjuju, pa se predviđa da bi se ozonski omotač mogao do 2050. vratiti u onakvo stanje u kakvom je bio prije 1980.

## Chapmanov ozonski ciklus
Chapmanov ozonski ciklus je postupak kojim se ozon stalno obnavlja u Zemljinoj stratosferi, pretvarajući Sunčevo ultraljubičasto zračenje u toplinu. 1930. engleski meteorolog Sydney Chapman je riješio taj kemijski postupak.
Ozon u stratosferi nastaje uglavnom djelovanjem ultraljubičastog zračenja sa Sunca (200 -  240 nm), koje reagira s dvoatomnim kisikom O2. Molekule ozona koje su stvorene na taj način, upijaju ultraljubičasto zračenje sa Sunca valnih duljina između 240 i 310 nm, razbijajući triatomsku molekulu ozona u dvoatomnu molekulu kisika i jedan slobodni atom kisika. Ako se susretnu molekula ozona i atom kisika, oni u kemijskoj reakciji stvaraju dvije molekule dvoatomnog kisika:
O· +  O3 → 2 O2
Neki slobodni radikali, kao što su hidroksil (OH), dušikov monoksid (NO), atomi klora (Cl) i broma (Br), djeluju kao katalizatori u kemijskim reakcijama ozona, stvarajući ozonski sloj tanjim i stvarajući ozonske rupe, što se ne bi dešavalo da nema tih katalizatora. Većina OH i NO je prirodno prisutno u stratosferi, dok ljudske aktivnosti stvaraju povećanu koncentraciju Cl i Br, posebno ispuštanjem klorofluorovodika (freoni) i halona. Svaki atom Cl ili Br, može razbiti i preko 10 000 molekula ozona, prije nego što nestane iz stratosfere.
CFCl3 + hν (foton) →  CFCl2 + Cl
Atomi Cl i Br mogu razarati ozon na različite načine, ali najčešće je:
Cl + O3 → ClO + O2
ClO + O3 → Cl + 2 O2
Djelovanjem tog procesa smanjuje se količina ozona u stratosferi. Otkriven je i čitav niz drugih kemijskih procesa koji razaraju ozon. Atom broma još i više razara ozon od klora, samo ga ima u manjoj količini u stratosferi.

## Otkriće ozonskih rupa
Nakon godina zabrinutosti zbog povećanja troposferskog ozona u gradskim područjima, čovjek je 1985. ostao zapanjen drugim problemom: smanjenjem ozona, ali u stratosferi. Sredinom 80-ih godina znanstvenici su došli do neočekivanog otkrića. Nakon što je niz godina mjerio koncentraciju ozona na antarktičkoj stanici Halley Bay, britanski je tim stručnjaka utvrdio konstantno smanjenje ozona u stupcu zraka, još od 1968. Prije 1968. izmjerene su dnevne vrijednosti veće od 300 DU, a 1984. manje od 200 DU (DU = Dobsonova jedinica). 
Ti su rezultati objavljeni 1985. Ponukali su američke znanstvenike da još jednom provjere svoje podatke o količini ozona. Naime, NASA je lansirala umjetni satelit "Nimbus 7" sa zadaćom istraživanja prirodnih bogatstava Zemlje. Uz ostalo, taj je satelit nekoliko puta dnevno mjerio i količinu ozona. Iako su zabilježene niske vrijednosti, nije im se posvećivala pozornost. Naime, sistem za obradu podataka je bio programiran tako da ne uzima u obzir vrijednosti za koje se smatralo da su nerealno niske.
Kad je to ograničenje programa uklonjeno, rezultati su se slagali s britanskim: koncentracija ozona se smanjuje, tj. ozonski je sloj prorijeđen. Prorjeđenje ili stanjenje ozonskog sloja dobilo je naziv ozonska rupa. Pojava se javlja nad Antarktikom u proljeće, s maksimumom u listopadu. Slična je rupa utvrđena i iznad Arktika 1986., i to u veljači. Interesantno je da se u oba slučaja najveće stanjenje podudara s najnižom temperaturom pri površini. U početku se nije znalo objasniti otkuda potječe to prorjeđenje. NASA je u rujnu i listopadu 1986. i 1987. provela istraživanja zrakoplovima. S početnom stanicom u Punta Arenasu, letovi su bili usmjereni prema Antarktici, ne bi li se detaljno ispitala atmosfera i prikupili uzorci zraka. 
Godinu i pol kasnije, na temelju terenskih i laboratorijskih istraživanja, utvrđeno je da je smanjenje ozona posljedica kemijske aktivnosti atoma klora sadržanih u freonima. Šezdesetih godina počeli su se koristiti sintetični spojevi sastavljeni od ugljika, fluora i klora. Poznati su pod nazivima klorofluorougljici ili halokarboni, a trgovački im je naziv - freoni. Koristili su se u raspršivačima (sprejevima), proizvodnji nekih vrsta plastike, uređajima za klimatizaciju i rashladnim sistemima. U početku se njihova proizvodnja povećavala 10-15 % godišnje (jer su se brzo otkrivale nove mogućnosti primjene), a onda je usporena na 4 %. Freoni nisu kemijski aktivni u donjoj atmosferi, pa se izdižu sve do stratosfere, odnosno, do ozonskog omotača. Vrlo se sporo raspadaju i u atmosferi mogu nestati samo fotolizom u stratosferi, tj. UV zrake ih rastavljaju na sastavne atome. Oslobođeni atom klora reagira s molekulama ozona, pretvarajući ih nizom kemijskih reakcija u običan kisik.
Kasnije je otkriveno da slično djelovanje imaju dušikovi oksidi. Tako se smanjuje koncentracija ozona i pojačava intenzitet UV zraka. Računa se da 1 % smanjenja ozona pojačava UV zračenje za 2 %. Taj odnos, međutim, i nije baš tako jednostavan. Na primjer u Švicarskim Alpama je od 1982. do 1990. UV zračenje poraslo za 1% godišnje, a u SAD-u se 1974. – 1985. smanjilo, jer na UV zračenje utječu i drugi čimbenici (naoblaka, onečišćavanje zraka, vulkanska prašina). Freoni su i izrazito učinkoviti staklenički plinovi.

### Kako nastaje ozonska rupa
Već je od sredine 1970-tih godina bilo poznato da freoni i slični spojevi (na primjer oni koji umjesto klora sadrže brom) mogu uništiti ozon. Na sličan način ozon razbijaju i spojevi NOx ili dušikovi oksidi (to je zajednički naziv za NO i NO2) koji potječu od mikrobioloških procesa u tlu i moru. Nakon otkrića ozonske rupe nad Antarktikom, te je postavke trebalo provjeriti na konkretnom primjeru, u velikom prirodnom laboratoriju.
Tek tada se pokazalo da ono što se događa nad Antarktikom ne odgovara scenariju koji je napisan u laboratorijima, tisuće kilometara daleko od Antarktike. Teoretski, klor oslobođen iz freona ne bi mogao uništavati ozon u tolikoj mjeri u kolikoj je ozon stvarno nestajao. Računalo se s tim da, iako atom klora može uspješno uništavati ozon, njegovo djelovanje može biti privremeno zaustavljeno ako dospije u spojeve koji nisu kemijski aktivni. To je upravo ono što se događa s klorom oslobođenim iz freona. Kemijski neaktivni spojevi (na primjer ClONO2, i HCl) zapravo mogu reagirati između sebe i proizvesti molekule klora (Cl2). Međutim, u plinovitoj fazi je taj proces toliko spor, da gotovo nema posljedica. Osim toga, molekula klora (Cl2) i tako nije opasna za ozon. Opasni su samo atomi klora, s neparnim brojem elektrona, a oni nastaju cijepanjem molekula uz pomoć Sunčeva zračenja valne duljine manje od 450 nm. Nakon toga je ustanovljeno da se spomenuta kemijska reakcija koja je u plinovitoj fazi vrlo spora, znatno brže odvija na površini ledenih čestica, a takvi su uvjeti najpotpunije zadovoljeni nad Antarktikom. Zapadno strujanje koje postoji u stratosferi, nad Antarktikom ima znatno smanjeni polumjer, pa se pretvara u takozvani polarni vrtlog.
U polarnom vrtlogu nastaju oblaci (polarni stratosferski oblaci), u kojima je temperatura izuzetno niska, a sadrže zaleđenu dušičnu kiselinu i vodu. Na površini tih ledenih čestica vrlo brzo reagiraju (u drugačijim uvjetima slabo aktivni) spojevi što sadrže klor. Pritom se klor oslobađa (Cl2) kao plin, a dušična kiselina ostaje zaleđena. Budući da se na nju vežu spojevi NOx, ozon ostaje zaštićen (NOx bi ga uništavali samo kao plinovi). Dakle, zimi je nad Antarktikom koncentracija ozona velika, jer ne postoji ništa što bi ga uništavalo: klor je u molekularnom stanju (Cl2), a NOx nisu u plinovitom stanju. Dolaskom proljeća "u igru" ulazi novi čimbenik: Sunčevo zračenje. Ono daje energiju za cijepanje molekula klora na vrlo aktivne atome klora. Naglo oslobođeni aktivni klor (koji se je u obliku molekula nakupljao cijele zime) počinje uništavati molekule ozona. To se događa tako dugo dok se ne "isprazne zalihe" nagomilanog klora, što obično traje oko šest tjedana.
Ako u atmosferu posredstvom freona dospije više klora, onda se to razdoblje produži. Nakon toga, uspostavlja se prirodna ravnoteža izgradnje i razgradnje ozona. Zašto nad Antarktikom? Opisani procesi daju odgovor na mnoga pitanja koja su sve donedavno mučila znanstvenike. Nije bilo jasno zašto se ozonska rupa javlja baš nad Antarktikom. Izgleda da se uopće ne radi o tome da svi freoni atmosferskom cirkulacijom dospijevaju nad Antarktiku, već su kemijske reakcije čiji je krajnji rezultat uništavanje ozona, moguće samo nad Antarktikom, zbog vrlo niske temperature. Kada bismo cijelu priču preselili na sjeverno polarno područje, ne bismo dobili jednak rezultat jer su uvjeti ipak drugačiji. Arktik je ocean, a Antarktika kopno, pa je temperatura nad Arktikom viša. Zato ozonska rupa nad sjevernom polutkom nije snažna. Još su manje mogućnosti njenog nastanka opisanim procesima u nižim zemljopisnim širinama. Dakle, ozonska rupa nastaje nad Antarktikom stoga što tamo postoji polarni vrtlog s oblacima izuzetno niske temperature, a niska temperatura je potrebna da bi se oslobodio klor iz neaktivnih spojeva. Zašto u proljeće? Drugo pitanje bez jasnog odgovora odnosilo se je na sezonsku pojavu ozonske rupe. Sada je i to riješeno.
Zimi je klor u "bezopasnom" molekularnom stanju, a aktivan postaje početkom proljeća jer se tada javlja Sunčevo zračenje koje ga pretvara u aktivne atome. Nakon što se ti atomi potroše, nove molekule klora se neće stvarati sve do zime, jer nema ledenih čestica na kojima bi se odvijale kemijske reakcije koje stvaraju molekule klora. O povezanosti temperature i ozonske rupe govori podatak da je početkom 1990. izmjereno iznad Kirune (Švedska), na visini od 22 km, 25 % manje ozona od prosječne količine. To je smanjenje bilo u vremenu kada je temperatura u višim slojevima bila ispod -80° C. Višegodišnjim istraživanjima, nakon mnogih stranputica, čovjek je uspio objasniti barem dio nepoznatog. Zbog rješenja postanka ozonskih rupa, 1995. godine su Nobelovu nagradu za kemiju dobili Paul Crutzen, Frank Sherwood Rowland i Mario Molina. 
Budući da je glavnina stanovništva svijeta koncentrirana u umjerenim zemljopisnim širinama, veliko je zanimanje za opasnost pojave ozonske rupe i nad tim područjima. Rezultati prvih ispitivanja te mogućnosti pokazali su da bi to bilo moguće, ali bi intentenzitet bio manji, a uzroci drugačiji od onih u polarnim područjima. 
Zasad se pretpostavlja da bi stanjenje ozonskog sloja u nižim širinama moglo biti povezano sa sitnim sumpornim kapljicama koje se talože u najdonjem dijelu stratosfere, a možda su i zaleđene. Ako jesu, onda vežu spojeve NOx koji bi kao plinovi vezali atome klora u neaktivne spojeve. Oblaci koji sadrže kapljice sumporne kiseline mogu potjecati od vulkanskih erupcija. Utvrđene su na primjer ispitivanjima zrakoplovom u oblaku koji je nastao nakon erupcije vulkana Mount Pinatubo (Filipini). Unatoč pretpostavkama, valja naglasiti da mogućnosti i uzroci pojave ozonskih rupa u nižim zemljopisnim širinama još nisu istražene.

### Odgovor svjetske zajednice
Nakon što je postalo jasno da freoni prorjeđuju ozonski sloj (iako se još nije znalo na koji način), 1987. je na međunarodnoj razini potpisan Montrealski protokol. Njime je propisano smanjenje proizvodnje nekih freona (freon-11 i freon-12) za 50 % do 1998. Ubrzo se vidjelo da takvo smanjenje ne bi bilo dovoljno, pa je Montrealski protokol pooštren dvjema revizijama: prva je potpisana u Londonu 1990., a druga u Kopenhagenu 1992. Bude li se svijet pridržavao odredbi iz Kopenhagena, ozonska rupa nad Antarktikom nestala bi oko 2060.

## Vanjske poveznice
- 20 pitanja o ozonskom omotaču(engl.)